# Matías Abaldo
Matías Ezequiel Abaldo Menyou (Montevideo, 3 aprile 2004) è un calciatore uruguaiano, centrocampista dell'Independiente, in prestito dal Gimnasia (LP).

## Carriera

### Club
Cresciuto nel settore giovanile dello Defensor Sporting, ha esordito in prima squadra il 4 dicembre 2021 disputando l'incontro di Segunda División perso 0-1 contro il Cerro. L'anno seguente ha invece esordito in massima serie.

### Nazionale
Nel gennaio del 2023, viene incluso da Marcelo Broli nella rosa della nazionale Under-20 uruguaiana partecipante al campionato sudamericano di categoria in Colombia., arrivando in finale e perdendo contro il Brasile.
L'8 maggio 2023 viene convocato per il Mondiale di categoria in Argentina.

## Statistiche

### Presenze e reti nei club
Statistiche aggiornate al 7 aprile 2022.
| Stagione        | Squadra           | Campionato      | Campionato | Campionato | Coppe nazionali | Coppe nazionali | Coppe nazionali | Coppe continentali | Coppe continentali | Coppe continentali | Altre coppe | Altre coppe | Altre coppe | Totale | Totale |
| Stagione        | Squadra           | Comp            | Pres       | Reti       | Comp            | Pres            | Reti            | Comp               | Pres               | Reti               | Comp        | Pres        | Reti        | Pres   | Reti   |
| --------------- | ----------------- | --------------- | ---------- | ---------- | --------------- | --------------- | --------------- | ------------------ | ------------------ | ------------------ | ----------- | ----------- | ----------- | ------ | ------ |
| 2021            | Defensor Sporting | SD              | 3          | 1          |                 | -               | -               |                    | -                  | -                  |             | -           | -           | 3      | 1      |
| 2022            | Defensor Sporting | PD              | 6          | 0          |                 | -               | -               |                    | -                  | -                  |             | -           | -           | 6      | 0      |
| Totale carriera | Totale carriera   | Totale carriera | 9          | 1          |                 | -               | -               |                    | -                  | -                  |             | -           | -           | 9      | 1      |

## Palmarès

### Club

#### Competizioni nazionali
- Copa Uruguay: 1

Defensor Sporting: 2022